# بيتر برايس (سياسي)
بيتر برايس (بالإنجليزية: Peter Price)‏ هو مؤلف وكاتب وسياسي بريطاني، ولد في 17 مايو 1944. انتخب أسقف وانتخب Bishop of Kingston ‏ (1997 – 2001) وانتخب Bishop of Bath and Wells ‏ (2001 – 2013).